# Wirtschaft Kirgisistans
Die Wirtschaft Kirgisistans basiert auf verschiedenen Sektoren. Die Landwirtschaft war lange der dominante Wirtschaftszweig, inzwischen wurde sie teilweise von dem Dienstleistungssektor abgelöst. Nach dem Zusammenbruch der planwirtschaftlichen Sowjetunion und der Unabhängigkeit hatte das Land in den 1990er Jahren mit erheblichen wirtschaftlichen Problemen zu kämpfen, konnte sich aber zu großen Teilen wieder davon erholen. Dennoch ist Kirgisistan ein armes Land: etwa 25 % der Bevölkerung leben unter der Armutsgrenze.
Kirgisistan hat einen großen inoffiziellen Wirtschaftssektor. Schätzungen gehen davon aus, dass bis zu 60 % des Bruttoinlandsprodukts dort erwirtschaftet werden und damit nicht in die offiziellen Zahlen aufgenommen werden. Etwa 25 % des BIP werden von im Ausland arbeitenden Kirgisen nach Hause geschickt.
Kirgisistan ist Mitglied der Welthandelsorganisation, der Gemeinschaft Unabhängiger Staaten, der Eurasischen Wirtschaftsgemeinschaft, der Organisation für wirtschaftliche Zusammenarbeit, und der Shanghaier Organisation für Zusammenarbeit.

## Kennzahlen und Statistiken

Entwicklung des BIP (Kaufkraftparität) Kirgisistans im Vergleich zu anderen Staaten. Kirgisistan ist grün markiert.

Das BIP lag im Jahr 2021 bei 8, 5 Milliarden US-Dollar. Schätzungen für 2023 gehen von 12, 4 Milliarden Dollar aus. Vermutlich ein Viertel des BIP werden von im Ausland arbeitenden Kirgisen nach Hause geschickt.
Entwicklung
Quelle:, in US-Dollar (Kaufkraftparität)
| Jahr                                    | 1992      | 1995      | 2000      | 2005       | 2006       | 2007       | 2008       | 2009       | 2010       | 2011       | 2012       | 2013       | 2014       | 2015       | 2016       | 2017       |
| --------------------------------------- | --------- | --------- | --------- | ---------- | ---------- | ---------- | ---------- | ---------- | ---------- | ---------- | ---------- | ---------- | ---------- | ---------- | ---------- | ---------- |
| BIP (Kaufkraftparität)                  | 8,07 Mrd. | 6,20 Mrd. | 8,12 Mrd. | 10,98 Mrd. | 11,67 Mrd. | 13,00 Mrd. | 14,26 Mrd. | 14,78 Mrd. | 14,89 Mrd. | 16,10 Mrd. | 16,39 Mrd. | 18,47 Mrd. | 19,56 Mrd. | 20,54 Mrd. | 21,60 Mrd. | 22,97 Mrd. |
| BIP pro Kopf (Kaufkraftparität)         | 1.822     | 1.237     | 1.649     | 2.115      | 2.223      | 2.458      | 2.666      | 2.728      | 2.719      | 2.901      | 2.894      | 3.198      | 3.318      | 3.411      | 3.517      | 3.667      |
| BIP Wachstum (real)                     | …         | −5,4 %    | 5,4 %     | 2,6 %      | 3,1 %      | 8,5 %      | 7,6 %      | 2,9 %      | −0,5 %     | 6,0 %      | −0,1 %     | 10,9 %     | 4,0 %      | 3,9 %      | 3,8 %      | 4,5 %      |
| Inflation (in Prozent)                  | …         | 42,1 %    | 19,7 %    | 4,3 %      | 5,6 %      | 10,2 %     | 24,5 %     | 6,8 %      | 8,0 %      | 16,6 %     | 2,8 %      | 6,6 %      | 7,5 %      | 6,5 %      | 0,4 %      | 3,2 %      |
| Staatsverschuldung (in Prozent des BIP) | …         | …         | 122 %     | 86 %       | 73 %       | 57 %       | 48 %       | 58 %       | 60 %       | 49 %       | 49 %       | 46 %       | 52 %       | 65 %       | 58 %       | 59 %       |

## Primärer Sektor

### Landwirtschaft
Die Landwirtschaft trägt zwar 15 % zum Bruttoinlandsprodukt Kirgisistans bei, was seit einiger Zeit erstmals unter dem Anteil der Dienstleistungen liegt, aber sie beschäftigt immer noch etwa 30 bis 40 % der arbeitenden Bevölkerung.
Die Geographie ist für die Landwirtschaft unvorteilhaft, Anbau ist fast nur im nördlich gelegenen Oblus Tschüi und im Ferghanatal möglich. Dort herrschen oft selbstversorgende Familienbetriebe vor, größere Betriebe sind nur selten anzutreffen. Bei den größeren Betrieben werden hauptsächlich Äpfel, Aprikosen, Kirschen, Bohnen, Baumwolle, Tabak, Mais und Walnüsse angebaut. Das meiste Obst und Gemüse wird lokal konsumiert, dennoch exportierte Kirgisistan im Jahr 2020 landwirtschaftliche Produkte im Wert von 155 Millionen US-Dollar. Die Landwirtschaft ist ineffizient organisiert, viele Betriebe arbeiten aufgrund fehlender Management-Fähigkeiten weit unter ihrer Kapazität. Ausländer dürfen keine landwirtschaftliche Anbaufläche besitzen. Problematisch für die Landwirtschaft sind zudem das unbeständige Wetter, zahlreiche Naturkatastrophen und die Knappheit von Düngemitteln, Maschinen und Treibstoff.
Aufgrund des Mangels an Anbaufläche – nur etwa 6, 8 Prozent sind urbar – ist die Nutztierhaltung der wichtigere Teil der Landwirtschaft. In der traditionellen nomadischen Lebensweise der Kirgisen ließ sich kaum Pflanzliches mitnehmen, die Menschen waren auf tierische Produkte angewiesen. Deshalb werden in der Kirgisischen Küche die meisten Gerichte mit tierischen Produkten zubereitet. Fleisch machte 2019 durchschnittlich etwa 29,1 % der gesamten Ernährung aus. Kirgisistan produzierte im Jahr 2019 etwa 1,6 Millionen Liter Milch, Tendenz steigend. Allerdings werden nur 2,5 % industriell weiterverarbeitet, die restlichen 97,5 % Prozent werden in privaten Haushalten oder Familienbetrieben verarbeitet. Etwa 1,6 Millionen Rinder werden in Kirgisistan gehalten – ihre Produktivität ist aber im Vergleich zu europäischen „Industriekühen“ (bis zu 28 Liter am Tag) mit 2–4 Litern pro Tag sehr klein. Kirgisistan exportierte 2019 etwa 2.800 Tonnen Milch. Der Milchkonsum in Kirgisistan ist relativ gering. Dennoch werden große Teile der Milch importiert. Die fleischverarbeitende Industrie ist ebenfalls nur schwach entwickelt – Kirgisistan importiert 3 mal mehr Fleisch als es exportiert. Im Land werden auf 9.500 km² Fläche 1, 8 Millionen Tiere gehalten. Die gesamte Produktion an Fleisch beläuft sich 2022 auf 155.000 Tonnen, der Markt für das Fleisch war 2020 ungefähr 628 Millionen Dollar wert. Das Vieh wird zumeist nicht auf festen Feldern oder Ställen gehalten, sondern von Cowboys zwischen Bergwiesen getrieben. Hühnerfleisch und -eier stammen meistens aus dem Ausland.

### Fischerei
Kirgisistan hat keine große Fischereiindustrie. Die Produktion lag 1988 bei 950 Tonnen, bis zum Jahr 2000 sank die Produktion auf 131. Die Fischerei in größerem Maßstab gibt es nur am Yssyk-Köl-See seit etwa 1890. Bis zu den 1920er-Jahren war die Fischerei dort hauptsächlich auf Leuciscus bergi fokussiert, etwa 90 % des gesamten gefangenen Fischs war Leuciscus bergi. In den 1930er-Jahren wurden jedoch auch andere Fischarten in den See eingesetzt. Heute bedrohen diese invasiven Arten und exzessive Fischerei das Ökosystem.
Im kirgisischen Flachland wurden Fische hauptsächlich in kleineren Seen gefangen. Als diese jedoch zunehmend mit Pestiziden verschmutzt wurden, verlagerte sich die Fischerei an das Taschtaklul-Reservoir. Dort wurden auch Aquakulturen aufgebaut. In den Bergregionen werden nur wenige Fische gefangen. Dort ist besonders am Song-Köl-See die illegale Fischerei ein Problem. Nach der Unabhängigkeit gingen viele Fischereikulturen bankrott, einige konnten sich jedoch an den neuen Markt anpassen.

### Forstwirtschaft
8, 3 % des Landes sind von Wäldern bedeckt, die fast alle dem Staat gehören. Für die wirtschaftliche Nutzung muss eine Pacht an den Staat gezahlt werden. Illegale Abholzung von Wäldern ist vor allem im Gebiet des Yssyk-Köl verbreitet, dennoch ist die Waldfläche gewachsen. Über 90 % des Holzes wird importiert, meist aus Russland. Das meistproduzierte Waldprodukte sind jedoch nicht Holz, sondern Walnüsse.

## Sekundärer Sektor

### Industrie
Die Industrie trägt 31,2 Prozent zum BIP bei. Während der Zugehörigkeit zur Sowjetunion entstand fast die gesamte kirgisische Industrie, vorher war sie noch kaum vorhanden. Nach der Unabhängigkeit ging die industrielle Produktion allerdings wieder sehr stark zurück. Dies ist auf den Schwund des sowjetischen Absatzmarktes sowie die mangelnde Versorgung mit Rohstoffen, die früher aus anderen Sowjetrepubliken importiert wurden, zurückzuführen. Diese Probleme haben sich inzwischen teilweise verbessert, aber sind immer noch präsent.
Wichtigster Industriezweig ist die Gewinnung von Bodenschätzen, der von der staatlichen Gesellschaft Kyrgysaltyn überwacht wird. Des Weiteren sind die Herstellung von Zement und die Kleidungs- und Textilproduktion von Bedeutung.
Die Textilindustrie exportierte im Jahr 2016 Produkte im Wert von 91 Millionen US-Dollar, im Jahr 2012 waren es noch 156 Millionen. Im Jahr 2006 hatte die Textilindustrie 129.000 Angestellte, diese Zahl ist aber auch zurückgegangen: 2016 waren es nur noch 29.000. Die Leder- und Fellindustrie wuchsen dagegen im selben Zeitraum. Glas ist eines der wichtigsten Exportgüter, sie wird vornehmlich vom Unternehmen Interglass in Tokmok, das zu dem deutschen Unternehmen Heinrich Glaeser gehört, durchgeführt. Die Gesamtkapazität liegt bei etwa 33,5 Millionen Quadratmetern Flachglas. Ziegel und Zement werden in allen Regionen Kirgisistans hergestellt. Das liegt teilweise daran, dass die dafür nötigen Rohstoffe reichlich vorhanden sind. In den 1990ern wurden Ziegelsteine und Zement in verschiedene Länder exportiert, allerdings ist heute der Bedarf und damit auch die Produktion gering. Aktuell gibt es landesweit zwei Zuckerfabriken. Die Produktion wuchs konstant von 16.992 Tonnen im Jahr 2011 zu 67.721 Tonnen im Jahr 2016.

### Bodenschätze
Zwar ist Kirgisistan im Vergleich zu seinen Nachbarstaaten rohstoffärmer, aber ihre Förderung spielt dennoch eine wichtige Rolle. Kirgisistans Reserven an Kohle, Erdöl und Erdgas sind vergleichsweise klein, aber dafür ist das Land reich an Mineralien. Die Kumtor-Mine trägt einen beträchtlichen Anteil des BIP bei.
Kirgisistan besitzt Uranvorkommen; eine Anlage zur Herstellung von angereichertem Uran ist in Planung. Diese soll von einem russisch-kasachisch-kirgisischen Joint Venture erstellt und betrieben werden; die Gelder kommen zum Großteil aus Russland. Zwischen 1946 und 1967 wurden im Ferganatal 10.000 Tonnen Uran gefördert. Ein erhebliches Problem, das dringend gelöst werden muss, sind die vielen ungesicherten nuklearen Abfalllager aus sowjetischer Zeit; die Weltbank hat 2004 mit einem ersten Projekt diese Problematik in Angriff genommen. Im Jahr 1958 gelangte nach einem Dammbruch 800.000 Tonnen radioaktives Material in den Mailuu-Suu, noch heute ist das Wasser verstrahlt. Der Anteil der Geburtsanomalien lag noch in den 1990er-Jahren bei 5 %. Die gleichnamige Stadt Mailuu-Suu gilt als einer der am stärksten verstrahlten Orte der Erde.
Kirgisistan verfügt mit 21.500 Tonnen über die weltweit drittgrößten Reserven an Quecksilber und ist der weltweit zweitgrößte Produzent. Seit 1940 wurden ungefähr 40.000 Tonnen gefördert. Nach der Unabhängigkeit ging die Produktion stark zurück, steigt aber inzwischen wieder. Eine der größten Minen befindet sich in Aidarken.
Die entdeckten Lagerstätten an Kohle sind mit 1, 3 Milliarden Tonnen im internationalen Vergleich die fünfzehntgrößten, aber sie werden kaum abgebaut. Allerdings wurden im Süden einige Kohleminen errichtet, z. B. in Kysyl-Kyja. Insgesamt gibt es 70 Kohleminen im Land, und die Regierung plant, den Kohleabbau zu vergrößern und neue Lagerstätten zu erschließen. Probleme sind hierbei der Umweltschutz und Schwierigkeiten beim Fördern: Die Kohle liegt meist schwer erreichbar. Die Öl- und Gasreserven sind mit 5 Millionen Tonnen bzw. 6 Millionen Kubikmetern vernachlässigbar, und von den angezapften Ölreserven sind nur noch 70 %, bei den neueren Ölquellen 30 % übrig.
Außerdem werden Antimon, Kupfer, Eisen und Zink abgebaut.
Der Goldabbau spielt eine signifikante Rolle in der Wirtschaft, wird aber hauptsächlich von ausländischen Unternehmen kontrolliert und von der Kumtor-Mine dominiert. 2013 gab es folgende größere Goldvorkommen, die abgebaut werden:
- Das Kumtor-Vorkommen: Wird seit 1996 abgebaut. Es gibt 109 Millionen Tonnen Golderz, davon 396 Tonnen Gold. 78 Millionen Tonnen Erz mit 304 Tonnen Gold wurden bereits gefördert.
- Makmal-Vorkommen: 1 Million Tonnen Erz mit 7, 6 Tonnen Gold. Wird seit 1986 abgebaut.
- Südliches Gebiet des Terek-Vorkommens: Wird abgebaut. Verbleibend sind 102.000 Tonnen Erz mit 604 Kilogramm Gold.
- Ischtamberdy-Vorkommen: 2485 Tonnen Golderz mit 19 Tonnen Gold verbleibend
- Altyntor-Gebiet des Solton-Sary-Vorkommens: Verbleibend sind 2.306 Kilogramm Gold auf 639.000 Tonnen Erz.
- Jamgyr-Vorkommen: Verbleibend sind 32.000 Tonnen Erz mit 613,4 kg Gold.
- Bosymtschak-Vorkommen: Verbleibend sind 14.560 Tonnen Erz mit 23,8 Tonnen Gold und 145.000 Tonnen Kupfer. Abgebaut wird hauptsächlich letzteres.
- Karakasyk-Vorkommen: 27.900 Tonnen Erz mit 342 kg Gold

### Energieversorgung
Große Teile der Energie werden in Wasserkraftwerken erzeugt. Diese liegen allerdings im Süden des Landes, wo sie mehr den Nachbarländern nutzen als im Norden. Die Leitungen nach Bischkek sind in schlechtem Zustand, weshalb Bischkek über Thermal- und Kohlekraftwerke versorgt wird. Das Stromleitungsnetz ist 80.000 Kilometer lang. Kysyl-Kyja, Bischkek, Osch und Karakol verfügen über Fernwärmesysteme.

## Tertiärer Sektor

### Einzelhandel
Durch die Liberalisierung der kirgisischen Wirtschaft kamen unzählige kleine Familienbetriebe vor allem im Einzelhandel auf. Dort dominieren sie gemeinsam mit Basaren, aber auch Supermärkte sind zunehmend bedeutend. Im Jahr 2023 belief sich das Einzelhandelsvolumen auf etwa 254 Millionen US-Dollar.

### Immobilien, Bauen und Wohnen
Kirgisistan war lange Zeit Immobilien-unterversorgt. Die meisten mehrstöckigen Wohngebäude sind nach wie vor sowjetische Plattenbauten. In den 1990er-Jahren ist eine große Anzahl an Kirgisen vom Land oder einer Kleinstadt in die Städte Bischkek und Osch gezogen. Dabei entstanden Stadtviertel aus selbstgebauten Häusern, die meist kein fließendes Wasser und nur schlechten Anschluss an das Stromnetz besaßen, geschweige denn an das asphaltierte Straßennetz. Der Anteil der Bauindustrie am BIP beträgt 29 %.

### Tourismus
Der Yssyk-Köl-See war nach der Schwarzmeerküste die zweitgrößte Badezone der Sowjetunion. Hierfür wurden zahlreiche Sanatorien errichtet, Vergnügungsparks gebaut und Strände aufgeschüttet. Das Nordufer konnte nach dem Ende der Sowjetunion seine Rolle weitgehend behalten, während das Südufer große Anteile verlor. Am Nordufer existiert deshalb auch eine gut ausgebaute touristische Infrastruktur. Zahlreiche Anwohner vermieten Teile ihrer Wohnung über die Feriensaison. Die Wirtschaft ist in Orten wie Bosteri oder Tscholpon-Ata sehr stark vom Tourismus abhängig. Es kommen Touristen größtenteils aus Kasachstan, Russland, Usbekistan oder auch aus dem Rest Kirgisistans, hauptsächlich Bischkek.
Tourismus aus „dem Westen“ findet meist in Form von Trekkingtouren oder Abenteuerreisen statt. Die Regierung bemüht sich um eine Förderung des sanften Tourismus. Nach der Unabhängigkeit kam der sogenannte Community Based Tourism auf, bei dem die Gemeinschaft am Tourismus mitverdient. Im Jahr 2003 wurde zur Förderung ein Verband gegründet. Mitte der 1900er Jahre engagierten sich die Schweizer Helvetas, eine halbstaatliche Entwicklungsorganisation, und die deutsche GIZ in der Region Bischkek, dem Yssyk-Köl und im kasachisch-chinesischen Länderdreieck, um hochpreisigen, sanften Agro- und Aktivtourismus bei Nomaden zu implementieren. Zielgruppe waren Westeuropäer und Japaner. Zu dieser Zeit trat das Land auf großen Touristikmessen wie der ITB auf und bewarb seine Visafreiheit und demokratischen Strukturen als Schweiz Asiens. Der Süden blieb allerdings weitgehend davon ausgeschlossen.

### Finanzen
Private Kredite machten 2018 beinahe 24 % des BIP aus. 20 % der Unternehmen sahen Zugang zu Finanzdiensten als einen wichtigen Bestandteil des Wachstums. Im Jahr 2020 gab es im Land etwa 420.000 Unternehmer, die etwa 20 % des BIP erwirtschafteten. Notleidende Kredite machen etwa 11,1 Prozent der gesamten Kredite aus. Das gesamte Vermögen im Bankensystem machte 2021 etwa 4,3 Milliarden US-Dollar aus. Nach Vermögenswert sind die größten Banken Kirgisistans:
die Kyrgyz Investment and Credit Bank (KICB), Optima Bank und Aiyl Bank.
Private Banken dominieren den Markt: 2020 waren im Land 23 private Banken tätig. Sie sind für 80 % der privaten Kredite verantwortlich. Der Mikrofinanzsektor wurde von internationalen Geldgebern aufgebaut, etwa die Hälfte seiner Ressourcen stammen immer noch aus diesen Quellen. Die Anzahl der in diesem Bereich tätigen Organisationen ist jedoch seit 2011 zurückgegangen. Viele von ihnen wurden Banken.
Das Wachstum des Finanzsektors wird auch dadurch behindert, dass die meisten Kirgisen kaum Ahnung von Finanzen haben. Außerdem können viele ärmere Kirgisen sich kein Bankkonto leisten, und aufgrund der schwierigen Wirtschaftslage in den 1990ern haben sie auch das Vertrauen in die Banken verloren. Ein Viertel der kirgisischen Bevölkerung hat Geld zur Seite gelegt, aber nur 3 % bei einer Bank.
Während des Krieges Russlands gegen die Ukraine wurde Kirgisistan zu einem Umschlagplatz westlicher Waren: im Vergleich zum Vorkriegsjahr 2021 wuchs der Import deutscher Maschinen und Autos um 11.000 Prozent, weshalb die Brookings Institution den Verdacht äußerte, dass auf diesem Wege die Sanktionen gegen Russland umgangen werden.

#### Kapitalmarkt
Die Wertpapierbörse des Landes ist als Kirgisische Börse bekannt. Sie operiert seit 1994 und listet derzeit knapp 37 Titel.

## Währung
Die Währung Kirgisistans ist der Som. Eine strenge Währungspolitik konnte die Inflation von über 700 % (1993) und 200 % (1994) auf Werte um 4 % im Jahre 2006 drücken. Dennoch verblieb ein großer Teil der Bevölkerung unter der Armutsgrenze. Im Jahr 2008 stieg die Inflation aufgrund der Weltwirtschaftskrise massiv an, die Lage entspannte sich jedoch wieder.
| 1998   | 1999   | 2000   | 2001  | 2002  | 2003  | 2004  | 2005  | 2006  | 2007   | 2008   | 2009  | 2010  | 2011   | 2012  | 2013  | 2014  | 2015  | 2016  | 2017  | 2018  | 2019  | 2020  | 2021   |
| ------ | ------ | ------ | ----- | ----- | ----- | ----- | ----- | ----- | ------ | ------ | ----- | ----- | ------ | ----- | ----- | ----- | ----- | ----- | ----- | ----- | ----- | ----- | ------ |
| 10, 46 | 35, 90 | 19, 69 | 6, 92 | 2, 13 | 2, 98 | 4, 11 | 4, 34 | 5, 55 | 10, 23 | 24, 52 | 6, 84 | 7, 97 | 16, 64 | 2, 77 | 6, 61 | 7, 53 | 6, 50 | 0, 39 | 3, 17 | 1, 54 | 1, 14 | 6, 32 | 11, 91 |

## Wirtschaftspolitik
Das 1991 unabhängig gewordene Land übernahm eine vollkommen auf den Markt der Sowjetunion ausgerichtete Wirtschaftsstruktur. Die Restrukturierung derselben und die Privatisierung der Betriebe wurden zwar in Angriff genommen, auch mit Hilfe internationaler Organisationen wie des IWF und der Weltbank, gerieten aber immer wieder wegen Korruption, politischer Opposition und mangelnden Investoreninteresses ins Stocken. Dennoch bekam die Regierung ein ökonomisches Grundproblem postsowjetischer Staaten, hohe öffentliche Ausgaben bei gleichzeitigem Einbruch der Staatseinnahmen, relativ gut in den Griff. Das Haushaltsdefizit nahm im Laufe der 1990er Jahre stetig ab, sodass 2001 sogar ein kleiner Überschuss vermeldet werden konnte. Die Haushaltsplanung aber blieb problematisch. Naturkatastrophen in den darauffolgenden Jahren erhöhten die öffentlichen Ausgaben und sorgten für ein Haushaltsdefizit 2002 und 2003. Ein großer Schwarzmarkt (geschätzte 40–50 % des Bruttoinlandsproduktes), korrupte und inkonsequente Steuereintreibung und niedrige Steuersätze sorgen für beschränkte Haushaltsmittel; Maßnahmen wie eine Erhöhung der Mehrwertsteuer im Jahr 2004 auf 20 % wurden ergriffen. Kirgisistan ist der zweitärmste Staat – nach Tadschikistan – Zentralasiens.

## Außenhandel
Wichtigste Handelspartner sind China, Russland und Kasachstan. Kirgisistan verzeichnet ein starkes Handelsdefizit: Waren im Wert von 12 Milliarden Dollar werden importiert, nur 2,37 Milliarden Dollar werden exportiert. Pro Kopf ergibt das 354 Dollar Export und 1.800 Dollar Import.

### Export
Die wichtigsten Exportwaren sind: Gold (908 Millionen Dollar), Flachglas (186 Millionen Dollar), Edelmetallerze (101 Millionen Dollar), getrocknetes Gemüse (75 Millionen Dollar) und raffiniertes Erdöl (68 Millionen Dollar). Die Hauptexportziele sind: das Vereinigte Königreich (471 Millionen US-Dollar), Kasachstan (430 Millionen Dollar), Russland (411 Millionen Dollar), die Vereinigten Arabischen Emirate (216 Millionen Dollar) und die Schweiz (185 Millionen Dollar).

### Import
Die am meisten importierten Waren sind (nach Wert): Kleidung (über 2 Mrd. USD) und raffiniertes Erdöl (781 Mio. USD). Insgesamt beläuft sich der Import laut der kirgisischen Nationalbank auf 647, 8 Mio. USD im Monat, davon 22 % Mineralöl, 13 % Transportmittel (z. B. Autos), 12 % Maschinen o. ä., 8 % Nahrungs- und Genussmittel, 7,7 % Metalle (ohne Edelmetalle) und 7 % Textilien.
Die wichtigsten Importpartner sind: China, Russland, Usbekistan, Türkei und Kasachstan.

## Regionale Disparitäten
Während zu Sowjetzeiten im Norden moderne urbane Zentren gegründet wurden, blieb der Süden mit seiner großen usbekischen Minderheit ländlicher geprägt. So trägt Bischkek bei etwa einer Million Einwohnern 40 % zum BIP bei, während das südlicher gelegene Gebiet Batken weit weniger bedeutend ist.

## Umwelt
Zu Sowjetzeiten wurden in Zentralasien Umweltverbrechen begangen, auch Kirgisistan war davon betroffen. Unsachgemäße Lagerung von Uran führte zu einer Verseuchung von Teilen des Ferghanatals (s. o.). Auch andere toxische Stoffe gelangen in die Umwelt, so stürzte einmal ein mit giftigen Chemikalien Lastwagen in einen Fluss. Auch die Industrie lässt giftige Stoffe in die Umwelt ab. In einer Fabrik, die Halbleiter herstellen sollte, lagern heute hochgiftige Chemikalien. In der Landwirtschaft wurden und werden immer noch zahlreiche Pestizide benutzt, die manchmal in das Grundwasser gelangen. Das Tschüital wurde mit einem Bewässerungskanalnetz überzogen, sodass dort nun Landwirtschaft möglich ist. Die möglichen Folgen davon sind noch unklar. Kirgisistan ist auch vom Klimawandel betroffen. Die Regierung möchte bis 2028 die gesamte Landwirtschaft auf Bio-Anbau umstellen.